# Dolicheremaeus furcula
Dolicheremaeus furcula är en kvalsterart som beskrevs av Balogh 1970. Dolicheremaeus furcula ingår i släktet Dolicheremaeus och familjen Tetracondylidae. Inga underarter finns listade i Catalogue of Life.